# Дудовил ан Вексен
Дудовил ан Вексен (фр. Doudeauville-en-Vexin) насеље је и општина у северној Француској у региону Горња Нормандија, у департману Ер која припада префектури Andelys.
По подацима из 2011. године у општини је живело 308 становника, а густина насељености је износила 52,65 становника/km². Општина се простире на површини од 5,85 km². Налази се на средњој надморској висини од 105 метара (максималној 135 m, а минималној 82 m).

## Демографија
| 1962. | 1968. | 1975. | 1982. | 1990. | 1999. | 2011. |
| ----- | ----- | ----- | ----- | ----- | ----- | ----- |
| 211   | 235   | 180   | 192   | 216   | 233   | 308   |

График промене броја становника у току последњих година